# Verzegnis
Verzegnis – miejscowość i gmina we Włoszech, w regionie Friuli-Wenecja Julijska, w prowincji Udine.
Według danych na rok 2004 gminę zamieszkiwało 908 osób, 23,9 os./km².

## Bibliografia

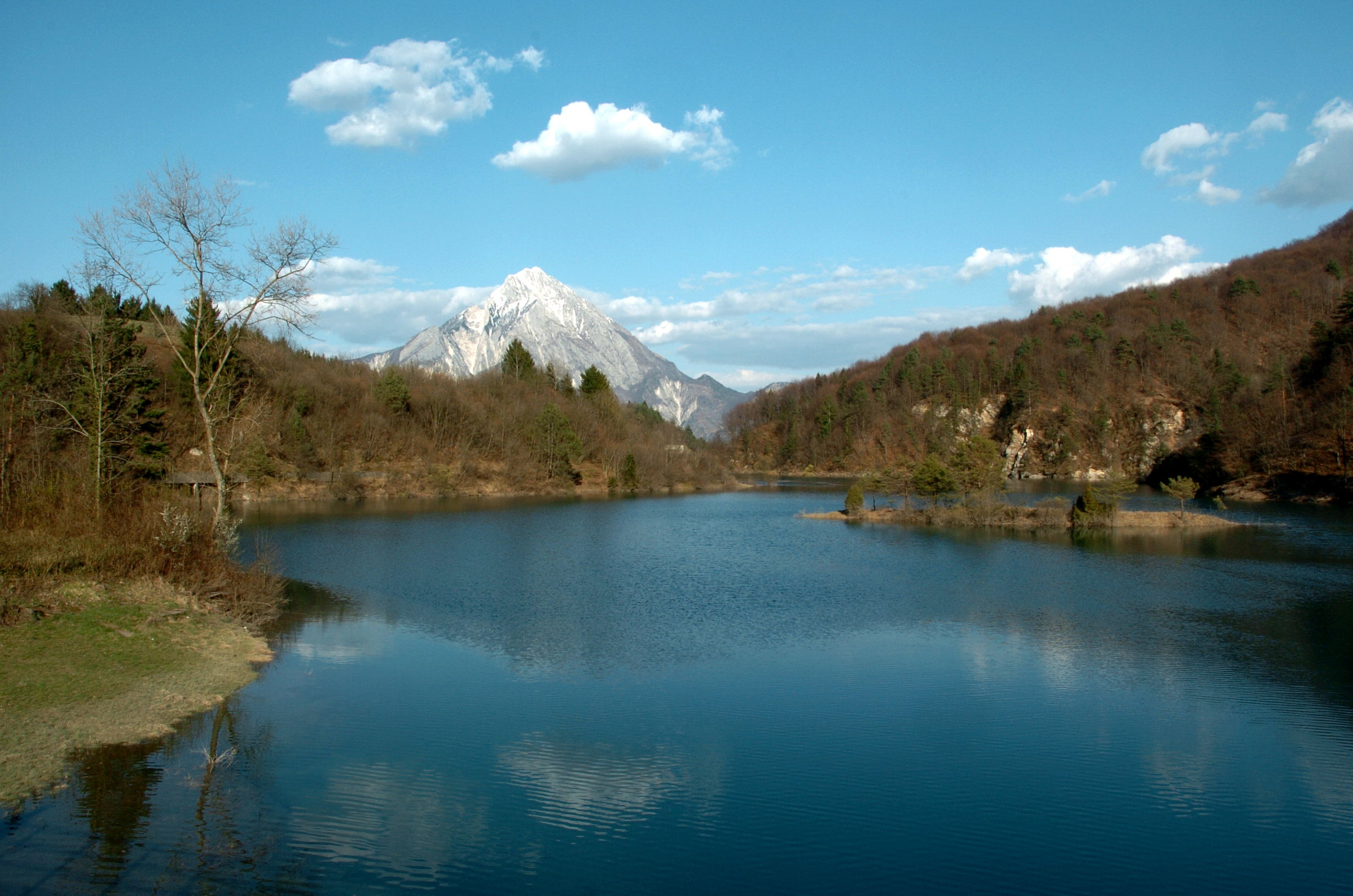
Jezioro Verzegnis w gminie Verzegnis